# Preis der Europäischen Union für zeitgenössische Architektur
Der European Union Prize for Contemporary Architecture – Mies van der Rohe Award, ist ein Architekturpreis der Europäischen Union und der Stiftung Mies van der Rohe. Er ist nach dem Architekten Ludwig Mies van der Rohe benannt, wird alle zwei Jahre vergeben und gilt als der renommierteste europäische Architekturpreis.

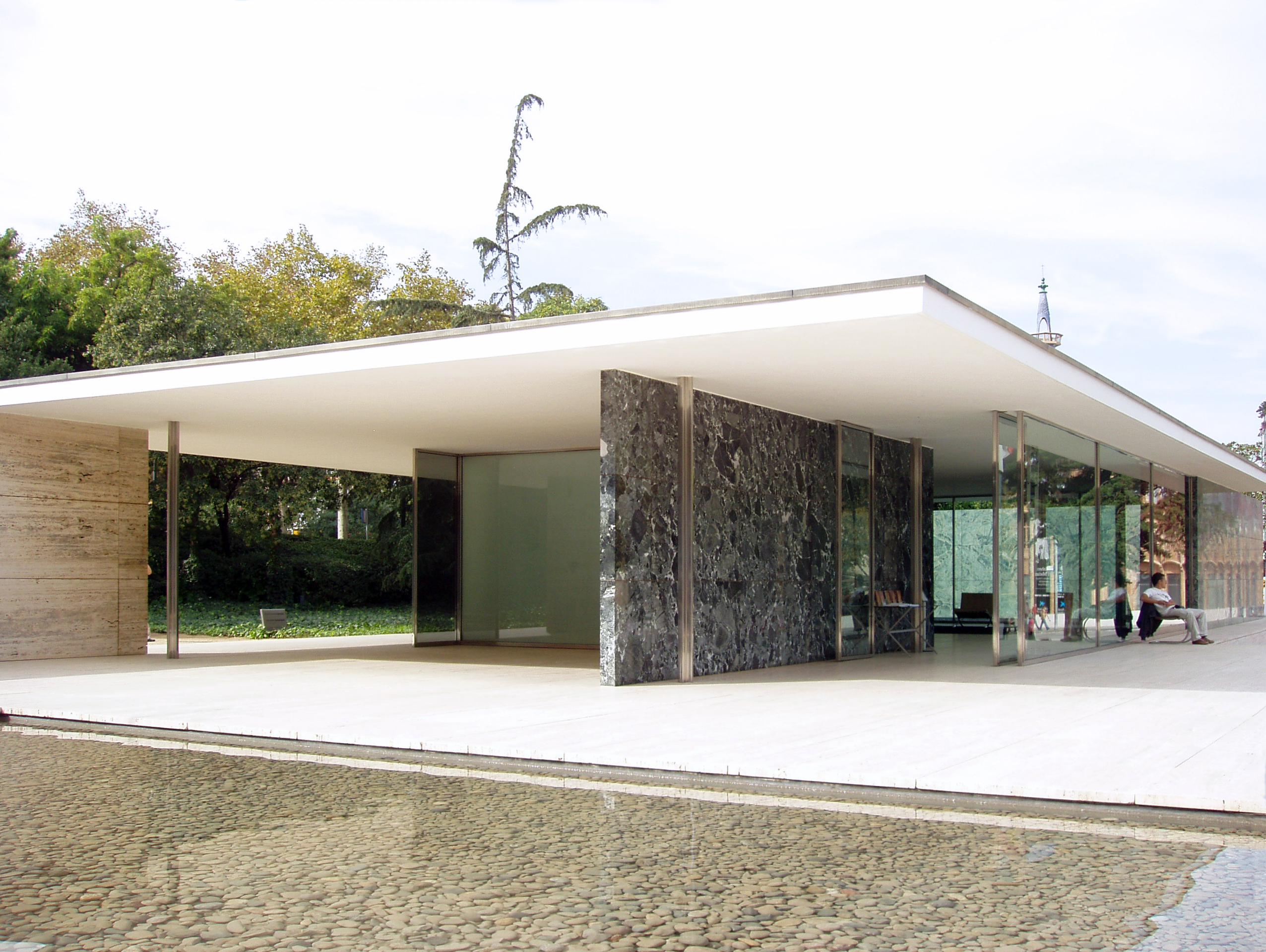
Mies van der Rohe: Barcelona-Pavillon (Foto: 2006)

## Geschichte
Die Stiftung Mies van der Rohe ist in Barcelona ansässig und verwaltet eines der berühmtesten Bauwerke Mies van der Rohes, den sogenannten Barcelona-Pavillon, der als Deutscher Pavillon auf der Weltausstellung in Barcelona von 1929 diente und danach vertragsgemäß abgebrochen wurde. Die Stiftung wurde 1983 gegründet, um den Pavillon wieder neu zu erstellen und ihn ab 1986 der Öffentlichkeit zugänglich zu machen.
Auf Vorschlag des damaligen spanischen Europaabgeordneten Xavier Rubert de Ventós wurde der Preis 1987 ins Leben gerufen. Am 28. April 1987 unterzeichneten EU-Kommissar Carlo Ripa di Meana und der Bürgermeister von Barcelona, Pasqual Maragall, eine Vereinbarung über die Auslobung des „Mies-van-der-Rohe-Preises der Europäischen Gemeinschaften“.
Ab dem Jahr 2001 wurde zusätzlich die Besondere Erwähnung für Nachwuchsarchitekten (Emerging Architect Special Mention) ausgelobt.
2015 wurde außerdem der Young Talent Architecture Award ins Leben gerufen, der die besten Abschlussprojekte von europäischen und internationalen Architekturstudenten auszeichnet.
2022 hat eine Umbenennung der Preise stattgefunden. Es wird nun von den EUmies Awards gesprochen, die sich in aufteilen in Architecture, Emerging und Young Talent. Dabei werden Architecture und Emerging in Jahren mit gerader Jahreszahlt und Young Talent in Jahren mit ungerader Jahreszahl vergeben

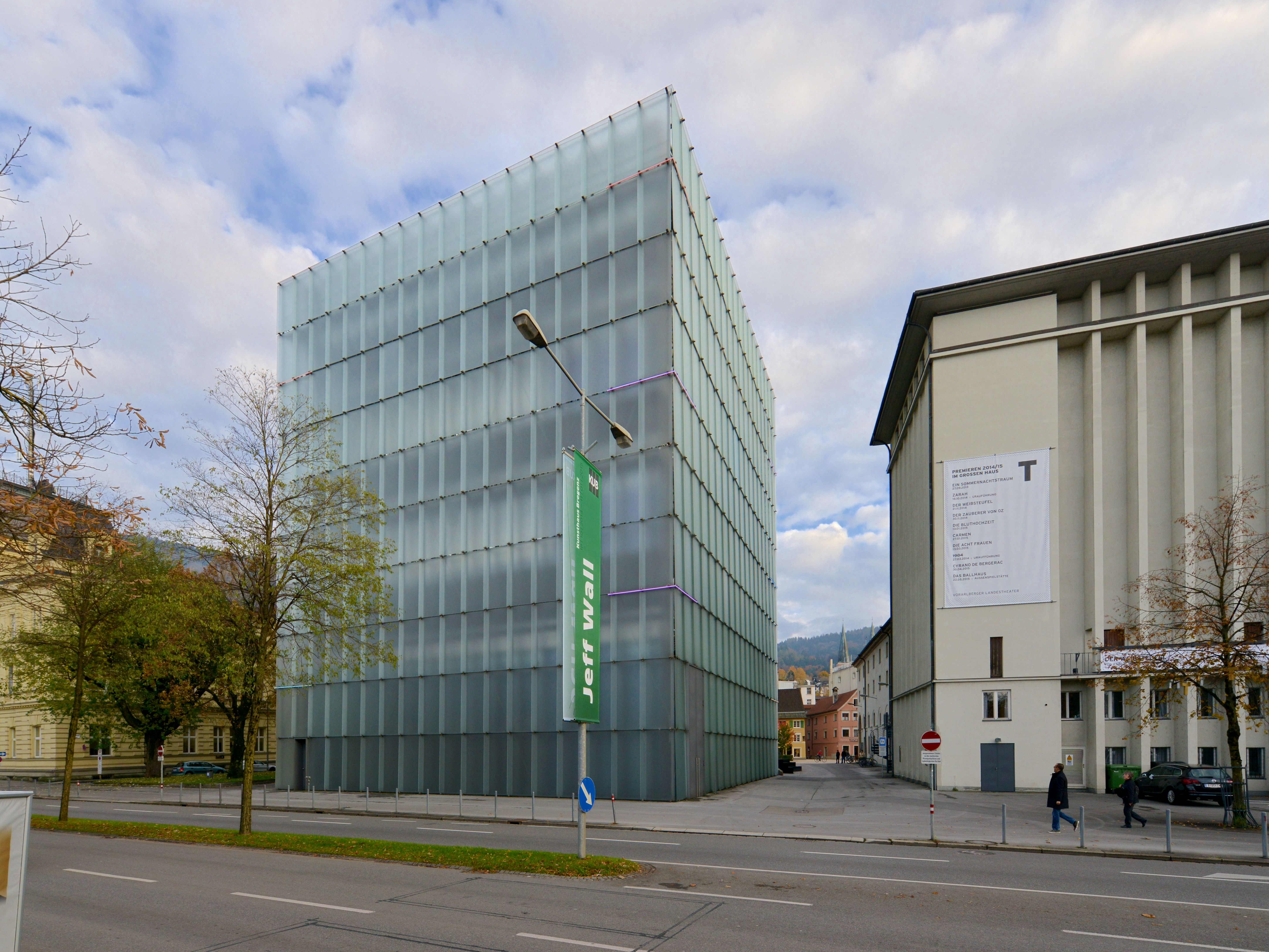
Peter Zumthor: Kunsthaus Bregenz (Foto: 2014)

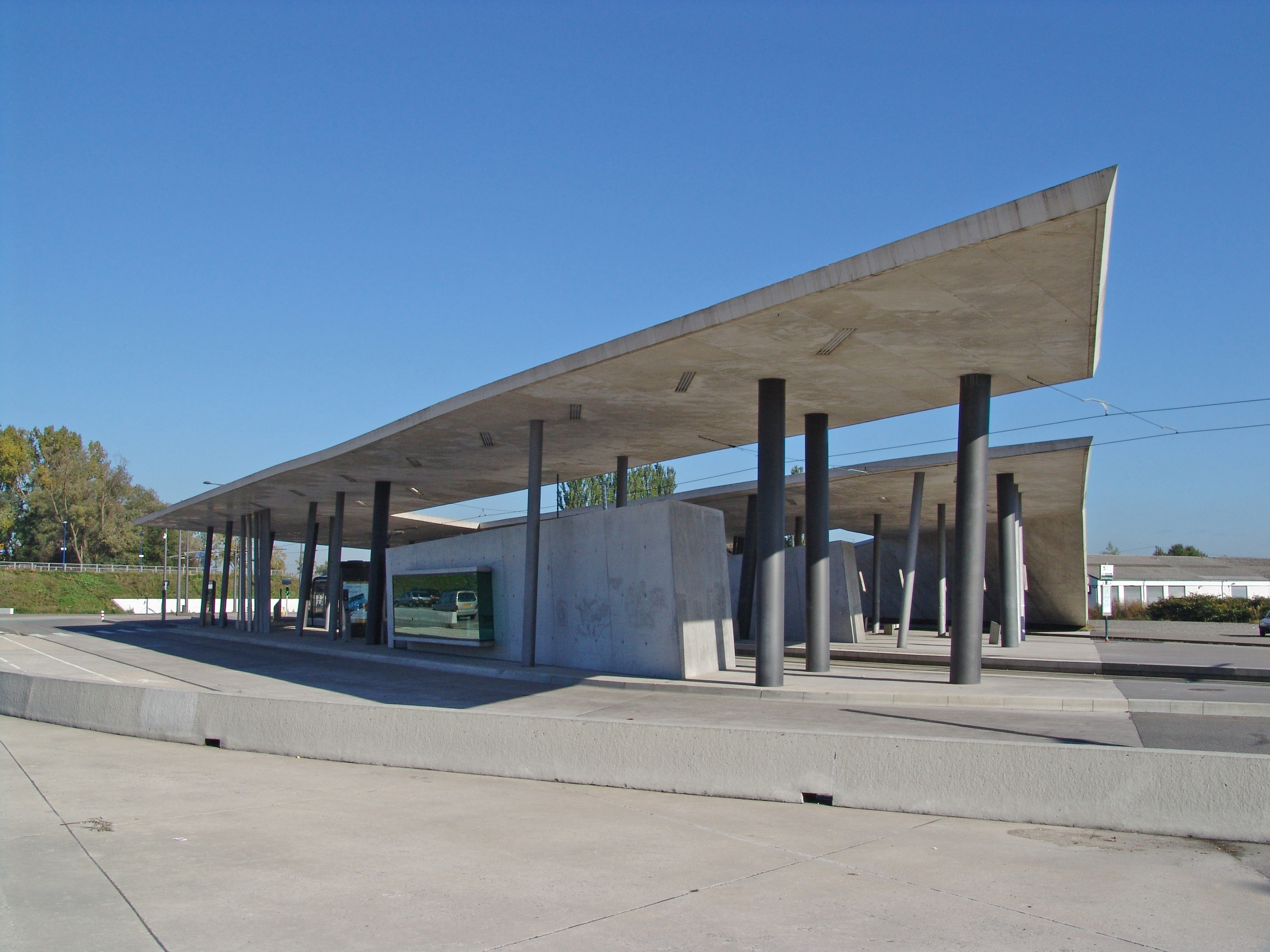
Zaha Hadid: Endhaltestelle Hoenheim

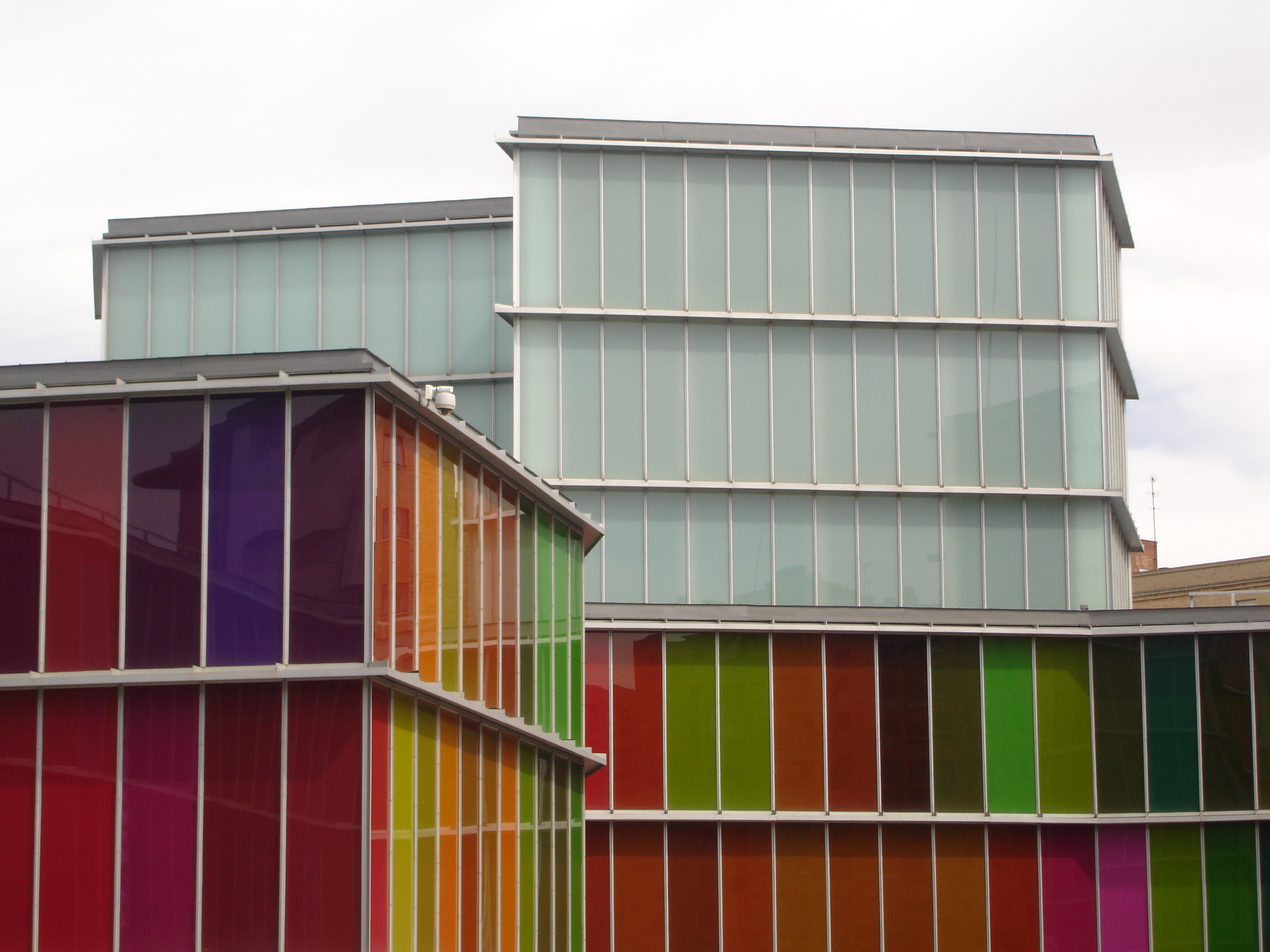
Mansilla + Tuñón Architekten: Museo de Arte Contemporáneo de Castilla y León

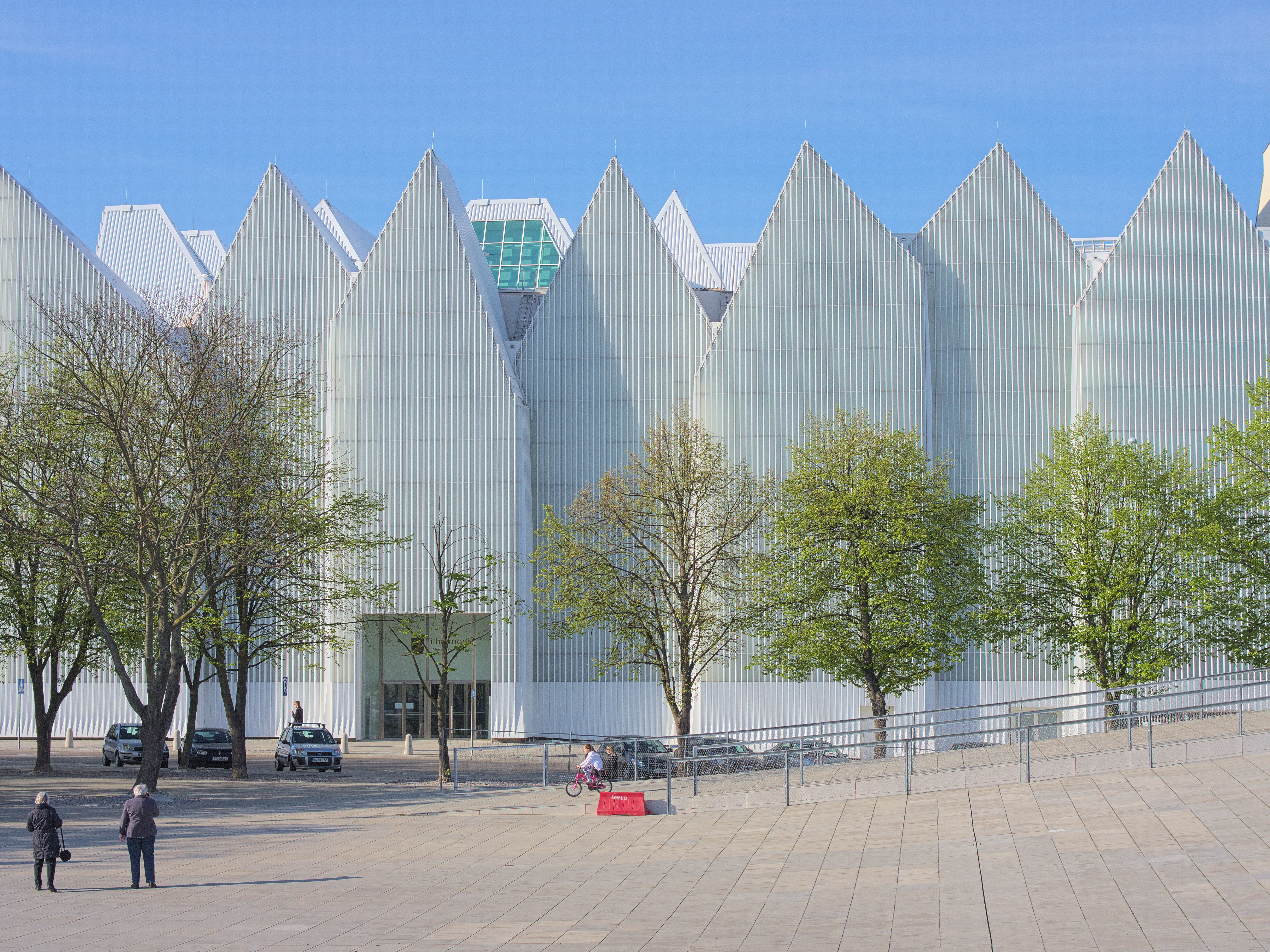
Barozzi/Veiga: Philharmonie Stettin (Foto: 2015)

## Preisträger

### Architecture (ehemals Mies-van-der-Rohe-Preis)
- 1981: Thomas Herzog für Haus Burghardt, Regensburg
- 1982: Fahr + Fahr Partner für Aluminiumwerke Alcan, Nürnberg
- 1984: Kurt Ackermann + Partner für Eislaufhalle, Olympiapark München
- 1986: Gustav Peichl[2]
- 1988: Álvaro Siza Vieira für das Bankgebäude Borges e Irmão in Vila do Conde, Portugal
- 1990: Foster & Partners für das Flughafenterminal Stansted, London, England
- 1991: Elia Zenghelis (besondere Erwähnung)
- 1992: Bonell e Rius für Pavelló Olímpic de Badalona in Barcelona, Spanien
- 1994: Nicholas Grimshaw & Partners für den Bahnhof Waterloo International in London
- 1996: Dominique Perrault für Französische Nationalbibliothek in Paris, Frankreich
- 1998: Peter Zumthor für Kunsthaus Bregenz, Österreich
- 2001: Rafael Moneo für Kursaal in San Sebastián, Spanien
- 2003: Zaha Hadid für Parkplatz und Endhaltestelle Hœnheim Gare der Straßenbahn Straßburg, Frankreich
- 2005: Rem Koolhaas und Ellen van Loon (OMA) für Niederländische Botschaft Berlin, Deutschland
- 2007: Mansilla + Tuñón Arquitectos für Museo de Arte Contemporáneo de Castilla y León (MUSAC) in León, Spanien
- 2009: Snøhetta  für Opern- und Balletthaus Oslo, Norwegen
- 2011: David Chipperfield für Wiederherstellung des Neuen Museums Berlin.[3][4]
- 2013: Henning Larsen Architects mit Batteríið Architects und Ólafur Elíasson für Konzerthaus Harpa, Reykjavík[5]
- 2015: Barozzi/Veiga für Philharmonie Stettin, Polen
- 2017: NL Architects für De FLAT Kleiburg für die Sanierung eines Apartmenthochhauses in Amsterdam, Niederlande[6][7]
- 2019: Lacaton & Vassal, Frédéric Druot und Christophe Hutin für Grand Parc Bordeaux – Transformation von 530 Wohneinheiten in Bordeaux, Frankreich[8]
- 2022: Grafton Architects (Yvonne Farrell und Shelley McNamara) für Town House der Kingston University in London[9]
- 2024: Gustav Düsing und Max Hacke für Studierendenhaus der Technischen Universität Braunschweig

### Emerging (ehemals: Emerging Architect Special Mention)
- 2001: Florian Nagler für Distributionszentrum der Kaufmann Holz AG in Bobingen (bei Augsburg), Deutschland
- 2003: Jürgen Mayer H. für Stadthaus Scharnhauser Park in Ostfildern (bei Stuttgart), Deutschland
- 2005: NL Architects (Pieter Bannenberg, Walter van Dijk, Kamiel Klaasse, Mark Linnemann) für die BasketBar in Utrecht, Niederlande
- 2007: Bevk Perovic arhitekti (Matija Bevk, Vasa J. Perovic) für das Fakultätsgebäude für Mathematik und Physik, Universität Ljubljana, Slowenien
- 2009: Studio UP (Lea Pelivan, Toma Plejic) für die Sporthalle in Koprivnica, Kroatien
- 2011: bosch.capdeferro arquitectures (Bet Capdeferro, Ramon Bosch) für das Casa Collage in Girona, Spanien
- 2013: Langarita-Navarro Arquitectos (María Langarita, Víctor Navarro) für das Nave de Música im Matadero in Madrid, Spanien
- 2015: ARQUITECTURA-G für Casa Luz im Cilleros, Spanien
- 2017: MSA/V+ für NAVEZ, 5 Sozialwohneinheiten als nördlicher Zugang von Brüssel, Belgien[10]
- 2019: BAST für Schulrefektorium in Montbrun-Bocage
- 2022: genossenschaftliche Wohnanlage La Borda von Lacol in Barcelona[9]
- 2024: SUMA arquitectura für Gabriel García Márquez Bibliothek in Barcelona[11]

### Young Talent Award
- 2016 EU: Tomasz Broma von der Technischen Universität Breslau für „S'lowtecture: housing structure, Wroclaw-Zerniki“[12]
- 2018 EU: Loed Stolte von der Technischen Universität für „The Bank of England: a dialectical project“[13] / Julio Gotor Valcárcel von der Polytechnischen Universität Madrid für „Perdido (Lost) -P.R.U.S. of Madrid“[14] / Matthew Gregorowski von der London Metropolitan University für „Deplorable Framework“[15] / Hendrik Brinkmann von der Akademie der Künste Berlin für „Neue Bauakademie Berlin – a club for the former & future architecture“[16]
- 2020 Asia: JiSoo Kim von der Hanyang University (SOA), Seoul, für „Yulgok Street“[17] / Shreeni Benjamin von der CEPT University, Ahmedabad, Indien, für „Mending the Gap“[18] / Peiquan Ma, Yuan Liu, Jing Cheng, Yuxuan Liang, Zi’ang Li, Ran An, Dian Guan, Ke Mu, Wenshu Shi, Runfeng Wang u. a. von der Tianjin-Universität, China, für „The Walls“[19]
- 2020 EU: Willem Hubrechts von der Universität Leuven, Belgien, für „Off the Grid“[20] / Pía Montero, Maria Jesús Molina, Antonia Ossa von der Universität Talca, Chile für „Three Places to Inhabit the Mountain Range in the Maule Region“[21] / Álvaro Alcázar Del Águila, Eduard Llargués, Roser Garcia, Sergio Sangalli von der Polytechnic University of Catalonia, Sant Cugat del Vallés, Spanien, für „Oasi“[22] / Monika Marinova von der London Metropolitan University für „Stage for the City“[23]

- 2022 EU: Laura Hurley vom University College Cork & Munster Technological University, Cork, Irland, für „Peripheral Cartographies“[24] / Dinko Jelecevic von der Technische Universität Graz, Österreich, für „Valter“[25] / María de la O Molina Pérez-Tomé von der Polytechnischen Universität Madrid für „Eden Archipelago“[26] / Shaha Raphael von der Architectural Association School of Architecture, London, für „Open: Earth Bound“[27]